# Mariano Meseguer Bielsa
Mariano Meseguer Bielsa (Barcelona, 1927 - 2013) fou un arquitecte i activista social català. Fill d'immigrants procedents de l'Aragó. Va estudiar arquitectura i s'incorporà al Col·legi Oficial d'Arquitectes de Barcelona. Durant aquests anys ja va començar, a títol personal, una tasca d'investigació i denúncia de les pràctiques abusives en el sector de la construcció, que el va portar a intervenir en projectes tant d'àmbit municipal com privat.
El 1964 es traslladà a viure a Sarrià i s'implicà immediatament en l'associació de veïns, de la qual fou president durant els anys de la transició democràtica. Des d'aquesta plataforma va intervenir en la defensa del patrimoni artístic i arquitectònic del barri, però també d'altres zones de Barcelona. La seva aportació va permetre, entre d'altres, la conservació dels Jardins de vil·la Cecília i de la seva torre, on ara s'ubica el Casal de Sarrià. Ha estat assessor urbanístic de diverses associacions de veïns, i també de la Federació d'Associacions de Veïns de Barcelona i membre de la Comissió Tècnica per la Revisió del Catàleg de Protecció del Patrimoni Arquitectònic.
El 2005 va rebre la Medalla d'Honor de Barcelona.
El 22 març del 2022, l'Ajuntament de Barcelona va aprovar la denominació de dues places entre els carrers Salvador Mundi, Mare de Déu de Núria i Hort de la Vila, a nom de Mariano Meseguer i d’Angelina Trallero, proposats per l’Associació de Veïns de Sarrià.